# Coppa Davis 2012 Zona Asia/Oceania Gruppo III
Il Gruppo III della Zona Asia/Oceania (Asia/Oceania Zone) è il terzo livello di competizione della Zona Asia/Oceania, una delle tre divisioni zonali della Coppa Davis 2012. Due nazioni vengono promosse al Gruppo II e altrettante retrocesse al Gruppo IV.

## Nazioni partecipanti
- Vietnam
- Malaysia
- Kuwait
- Oman
- Siria
- Iran
- Bangladesh
- Kirghizistan

## Formula
Le otto nazioni partecipanti vengono suddivise in due gironi 4 squadre ciascuno, in cui ciascuna squadra affronta le altre incluse nel proprio girone. Dopodiché le prime due classificate di ciascun girone (per un totale di 4 squadre) vengono inglobate nel Pool Promozione dove ciascuna squadra affronta solo le due squadre provenienti dall'altro girone, mentre il risultato ottenuto contro la squadra proveniente dal proprio girone viene comunque mantenuto valido e conteggiato per la classifica finale. Le prime due squadre di questo Pool Promozione sono promosse al Gruppo II nel 2013.

Le altre 4 squadre invece vengono inglobate nel Pool Retrocessione, con le medesime regole del Pool Promozione. Le ultime due vengono retrocesse nel Gruppo IV nel 2013.
|   | Pool A           | Siria (bandiera) | Malaysia (bandiera) | Oman (bandiera) | Bangladesh (bandiera) |   |                    | Pool B | Kuwait (bandiera) | Iran (bandiera) | Vietnam (bandiera) | Kirghizistan (bandiera) |
| 1 | Siria (3-0)      |                  | 3-0                 | 3-0             | 3-0                   | 1 | Kuwait (3-0)       |        | 3-0               | 3-0             | 3-0                |                         |
| 2 | Malaysia (2-1)   | 0-3              |                     | 2-1             | 3-0                   | 2 | Iran (2-1)         | 0-3    |                   | 2-1             | 3-0                |                         |
| 3 | Oman (1-2)       | 0-3              | 1-2                 |                 | 3-0                   | 3 | Vietnam (1-2)      | 0-3    | 1-2               |                 | 3-0                |                         |
| 4 | Bangladesh (0-3) | 0-3              | 0-3                 | 0-3             |                       | 4 | Kirghizistan (0-3) | 0-3    | 0-3               | 0-3             |                    |                         |